# Горное (Еврейская автономная область)
Го́рное — село в Ленинском районе Еврейской автономной области, входит в Бабстовское сельское поселение.

## География
Село Горное расположено в 3 км к западу от административного центра сельского поселения села Бабстово на автодороге, соединяющей село Бабстово с автотрассой Бирофельд — Амурзет. Западнее села Горное находится село Целинное.
Расстояние до районного центра села Ленинское около 24 км (через село Бабстово).

## История
В 1961 году указом Президиума Верховного Совета РСФСР поселок первого отделения Бабстовского совхоза переименован в село Горное.

## Население
| 1992 | 2002 | 2010 |
| ---- | ---- | ---- |
| 390  | ↘240 | ↘185 |

## Инфраструктура
- Сельскохозяйственные предприятия Ленинского района.
- Рядом с селом проходит железнодорожная линия Биробиджан I — Нижнеленинское, железнодорожная станция Бабстово граничит с селом Горное.